# Parc national du Faro
Pour les articles homonymes, voir Faro (homonymie).
Le parc national du Faro est un parc national (catégorie II selon le classement de l'IUCN), situé au Cameroun dans la région du Nord, à proximité de la frontière avec le Nigeria.

## Localisation

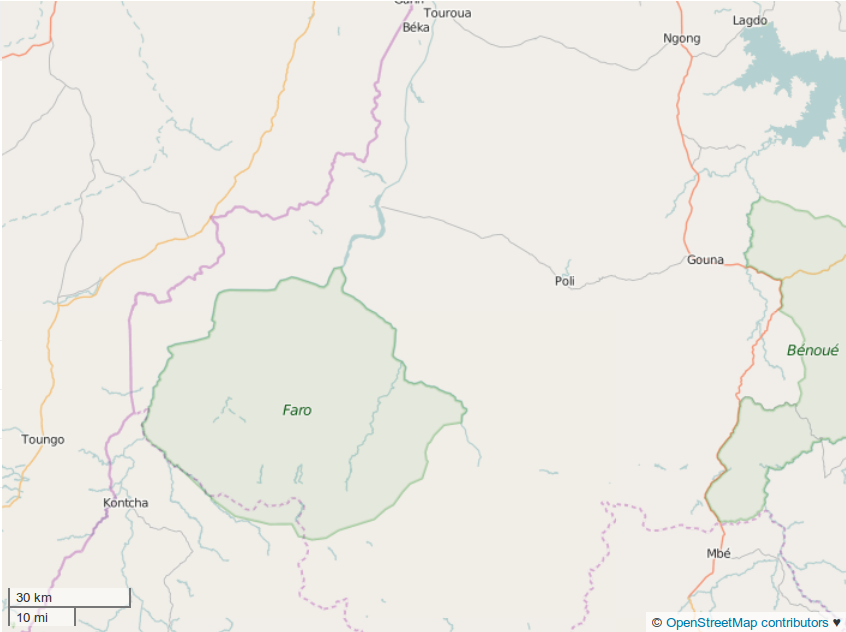
Limites du parc.

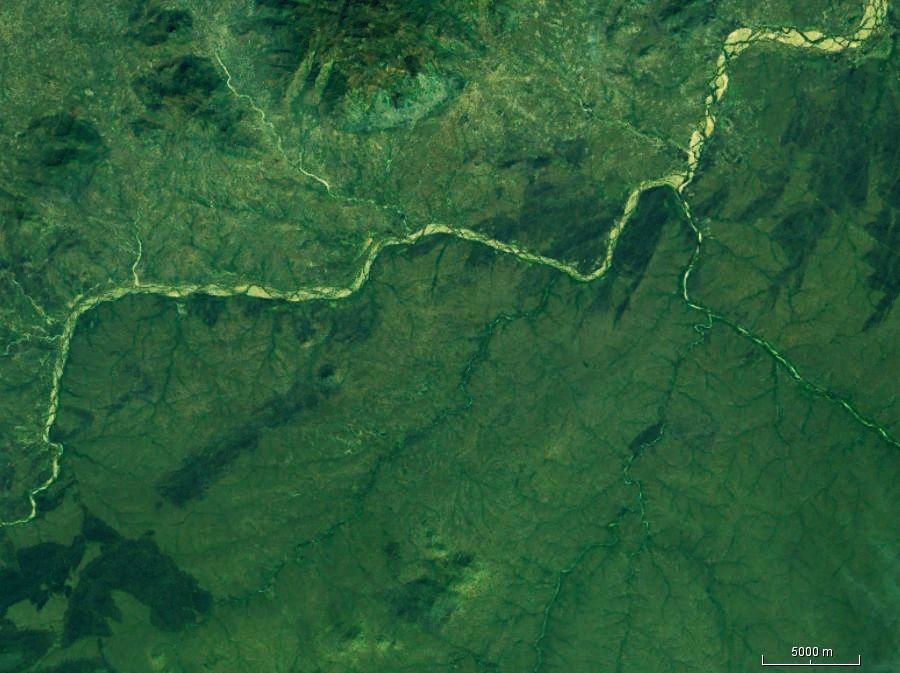
Situation à la confluence entre le Mayo Déo et le Faro.

Le parc se trouve principalement dans la région du Nord, le département du Faro, les arrondissements de Poli et Beka, mais une partie de la zone périphérique appartient à la région de l'Adamaoua, au département du Faro-et-Déo, aux arrondissements de Mayo-Baléo et Kontcha.

## Histoire
La réserve forestière du Faro a été créée par l'arrêté no 25 du 13 février 1947. À l'origine, il s'agissait de favoriser la régénération naturelle des espèces
végétales et de protéger les bassins versants du Faro, affluent de la Bénoué, pour faciliter la navigation sur ce fleuve. Le décret no 80/243 du 8 juillet 1980 lui donne le statut de parc national et trois  mesures de conservation y ont été ajoutées quelques mois plus tard : interdiction de la chasse, limitation de l'extension des cultures et des villages par les communautés locales, limitation des feux sauvages.

## Caractéristiques
Il couvre une superficie de 3 300 km2. Dans la classification du WWF, il appartient à l'écorégion de la mosaïque de forêt-savane du Congo du Nord.

## Sécurité
Le parc étant régulièrement menacé par les braconniers, les orpailleurs clandestins et des groupes armés venus du parc national de Gashaka Gumti, prolongement du parc du Faro au Nigeria, l'armée et la gendarmerie nationale ont mené une vaste opération de sécurisation entre octobre et décembre 2017.